# Mirza Nikolajev
Mirza Nikolajev (ur. 22 października 2001 w Sarajewie) – bośniacki saneczkarz, olimpijczyk z Pekinu 2022.
Podczas ceremonii otwarcia Zimowych Igrzysk Olimpijskich 2022 był chorążym reprezentacji Bośni i Hercegowiny.

## Udział w zawodach międzynarodowych
| Impreza                     | Rok  | Gospodarz            | Konkurencja | Miejsce |                      |      |       |         |     |
| --------------------------- | ---- | -------------------- | ----------- | ------- | -------------------- | ---- | ----- | ------- | --- |
| Impreza                     | Rok  | Gospodarz            | Konkurencja | Miejsce | Igrzyska olimpijskie | 2022 | Pekin | jedynki | 34. |
| Mistrzostwa świata          | 2021 | Schönau am Königssee | jedynki     | 33.     |                      |      |       |         |     |
| Mistrzostwa świata          | 2024 | Altenberg            | jedynki     | 28.     |                      |      |       |         |     |
| Mistrzostwa Europy          | 2021 | Sigulda              | jedynki     | 29.     |                      |      |       |         |     |
| Mistrzostwa Europy          | 2024 | Igls                 | jedynki     | 23.     |                      |      |       |         |     |
| Mistrzostwa Europy          | 2025 | Winterberg           | jedynki     | 27.     |                      |      |       |         |     |
| Mistrzostwa świata juniorów | 2019 | Innsbruck            | jedynki     | 19.     |                      |      |       |         |     |
| Mistrzostwa świata juniorów | 2020 | Oberhof              | jedynki     | 15.     |                      |      |       |         |     |
| Mistrzostwa świata U23      | 2021 | Schönau am Königssee | jedynki     | 12.     |                      |      |       |         |     |

### Puchar Świata
Miejsca w klasyfikacji generalnej w jedynkach mężczyzn
| Sezon     | Miejsce |
| --------- | ------- |
| 2018/2019 | 54.     |
| 2019/2020 | 51.     |
| 2020/2021 | 34.     |
| 2021/2022 | 45.     |
| 2022/2023 | 32.     |
| 2023/2024 | 29.     |
| 2024/2025 | 33.     |